# Ținut

Ținuturile României în 1939

Ținuturile României înainte de desființarea lor (septembrie 1940)

Ținutul a fost o unitate teritorial-administrativă în Principatul Moldovei și în Regatul României.  

## În Evul Mediu

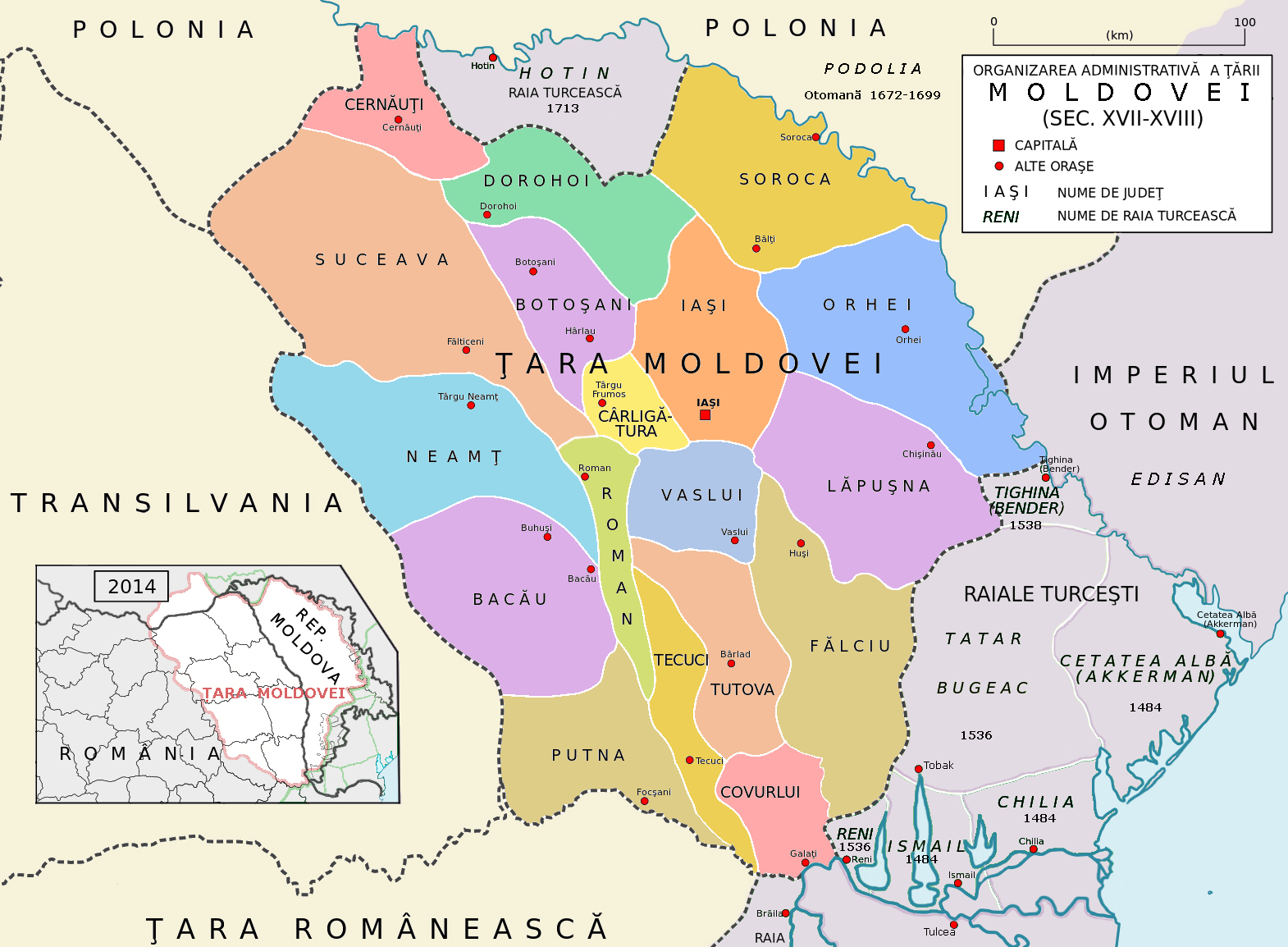
Ținuturile Moldovei în anii 1601-1718

În Evul Mediu, ținuturile erau unitățile teritorial-administrative ale Moldovei și corespundeau județelor din Țara Românească. Fiecare ținut era cârmuit de un pârcălab sau de un staroste (dacă avea vreo cetate pe cuprinsul său). Dimensiunea unui asemenea ținut era asemănătoare cu cea a unui județ din Țara Românească.

## În perioada interbelică
În data de 14 august 1938 în Regatul României a fost introdus ținutul ca unitate teritorial-administrativă, în contextul dictaturii regelui Carol al II-lea, după modelul administrativ al Italiei fasciste și al Iugoslaviei din timpul dictaturii regelui Alexandru I. Guvernatorii ținuturilor, chemați ”Rezidenți regali”, au acționat pentru concretizarea la scara regională a partidului unic, Frontului Renașterii Naționale, creat în data de 16 decembrie 1938. Noile steme ale ținuturilor au fost descrise în Monitorul Oficial din 10 februarie 1939. Au fost formate 10 ținuturi, fiecare dintre ele fiind alcătuite din mai multe județe: 
- Ținutul Bucegi
- Ținutul Dunărea de Jos
- Ținutul Mării
- Ținutul Mureș
- Ținutul Nistru
- Ținutul Olt
- Ținutul Prut
- Ținutul Someș
- Ținutul Suceava
- Ținutul Timiș

Organizarea teritoriului în ținuturi a fost de inspirație fascistăFormat:Dubious, fiind urmărită ștergerea particularităților istorice regionale. Acest fapt este vădit pe de o parte prin renunțarea la denumirile istorice tradiționale, care au fost înlocuite cu denumiri de ape, iar pe de altă parte prin amestecarea unor regiuni cu particularități diferite. Astfel, județul Trei Scaune, cu majoritate secuiască, precum și județul Brașov, cu specific săsesc, au fost incluse în mod artificial în Ținutul Bucegi.
Ținuturile au fost desființate prin Decretul-Lege nr. 3219 din 21 septembrie 1940.